# Figue d'Argenteuil
La figue d'Argenteuil est un nom qui regroupe deux variétés de figues issus de cultivars bifères d'Argenteuil :
- La blanche d'Argenteuil,
- La violette d'Argenteuil ou "Dauphine".

## Blanche
Décrite par Merlet (1667) et Tournefort (1700) : ‘La Grosse Blanche’, puis par une centaine d’autres botanistes et / ou pépiniéristes.

### Origine
Sa culture a été décrite par Lhérault et Juignet (autour des années 30). Selon certaines sources, cette variété était déjà cultivée en Gaule du temps de l’empereur Julien l’Apostat (autour de l’an 361) qui résidait à Lutèce. Celui-ci se fit proclamer empereur (César) par ses troupes. Il appréciait tout particulièrement sa « chère Lutèce » dont il loue les vignes et les figuiers ainsi que le beauté de la Seine : « aussi ce pays possède-t-il d’excellents vignobles , on y cultive beaucoup de figuiers, qu’on protège contre le froid de l’hiver par des couvertures de paille. »
D’après Eisen, Blanche et Versailles étaient deux variétés différentes, cependant Condit signale qu’en 1928 Numblot puis Simonet ont conclu qu’elles étaient identiques. Par contre, Eisen rapproche Blanche de la variété ‘Figue Blanche à peau verte’ décrite et illustrée par Carbon en 1865.
La variété "Blanche" fait partie des plus anciens figuiers encore en culture, elle est restée de tout temps dans les catalogues des pépiniéristes grâce à sa bonne rusticité et à sa mise à fruit rapide.

### Description
Grand arbre à port étalé.
Figuier bifère (qui produit des fruits deux fois par an), épiderme jaune vert clair, pulpe saumonée, figue fleur en juillet 100g, moyenne, productivité, figues d’automne de septembre à octobre 50 g, bonne productivité et qualité gustative, sucrée, léger goût de banane.

## Violette
Variété de grande taille : 3,5 m à 4 m, très rustique et résistant très bien au froid, mais n’aimant pas les gelées tardives. vigoureuse, hâtive et autofertile.
Ce figuier est bifère, c'est à dire qu'il produit abondamment une première fois autour de juillet et une seconde fois en septembre-octobre. Les fruits à peau violet grisâtre, d’un gros calibre, à la pulpe rose juteuse et la saveur sucrée et parfumée sont très appréciés à déguster frais, cuisinés ou séchés.
Il produit abondamment une première fois en juillet des « figues-fleurs » d’environ 90 à 120 g puis en octobre-novembre des figues de 60 à 80 g. Cet échelonnement de mise à fruits assure une récolte de figues savoureuses tout au long de la saison.
La cueillette nécessite plusieurs passages pour que les figues soient récoltées à maturité et être consommées avec le maximum de saveurs. La Violette d’Argenteuil est une variété autofertile et parthénocarpique, permettant d'obtenir des fruits sans fécondation. Elle ne nécessite pas d'avoir d'autres pieds de Figuier et n'a pas besoin de l'intervention du blastophage, seul insecte pollinisateur du figuier, trop frileux pour survivre en climat froid.
Cette figue est de couleur brun rouge, son fruit est très charnu à chair rose, bien sucré, se cuisine très bien.
Maturité début juillet et début septembre.
Cette variété ancienne est vraiment une valeur sûr pour toutes les régions au nord de la Loire,.